# Kanton Issoudun-Nord
Issoudun-Nord is een voormalig kanton van het Franse departement Indre. Het kanton maakte deel uit van het arrondissement Issoudun. Het werd opgeheven bij decreet van 18 februari 2014 met uitwerking op 22 maart 2015.

## Gemeenten
Het kanton Issoudun-Nord omvatte de volgende gemeenten:
- Les Bordes
- La Champenoise
- Diou
- Issoudun (deels, hoofdplaats)
- Lizeray
- Migny
- Paudy
- Reuilly
- Saint-Aoustrille
- Sainte-Lizaigne
- Saint-Georges-sur-Arnon
- Saint-Valentin